# Kestel (Bursa)
Kestel ist eine Stadt im gleichnamigen Landkreis im Osten der türkischen Provinz Bursa und gleichzeitig ein Stadtbezirk der 1986 geschaffenen Büyükşehir belediyesi Bursa (Großstadtgemeinde/Metropolprovinz). Kestel erhielt 1959 den Status einer Belediye.
Der Landkreis liegt im östlichen Zentrum der Provinz. Er grenzt im Westen an Yıldırım, im Nordwesten an Gürsu, im Norden an Gemlik, im Osten an Yenişehir und İnegöl und im Süden an Osmangazi. Er liegt südlich der E 90, die die Großstadt Bursa von West nach Ost durchquert und von Çanakkale kommend nach Ankara führt. Der Hauptort Kestel liegt im äußersten Westen des Landkreises, im Süden liegt ein Teil des Uludağ-Massivs, im Zentrum des Kreises liegt der See Gölbaşı Gölü.